# ミコラ・シャパレンコ
ミコラ・ヴォロディームィロヴィチ・シャパレンコ（ウクライナ語:Микола Володимирович Шапаренко、ラテン文字:Mykola Volodymyrovych Shaparenko、1998年10月4日 - ）は、ウクライナ・ドネツィク州出身のサッカー選手。FCディナモ・キーウ所属。ポジションはMF。

## 経歴
ウクライナのFCイリチヴェツ・マリウポリでキャリアをスタートさせ、2014年にトップチームに昇格。2015年4月5日、ウクライナ・カップのFCシャフタール・ドネツク戦でプロデビューを果たした。
2015年6月、FCディナモ・キーウユースに移籍し、2017年にトップチームに昇格した。

## 代表歴
ウクライナ代表として2018年5月31日、親善試合のモロッコ代表戦でA代表デビューを果たした。

## タイトル
クラブ
 FCディナモ・キエフ
- ウクライナ・スーパーカップ: 2018, 2019, 2020
- ウクライナ・プレミアリーグ: 2020-21
- ウクライナ・カップ: 2019-20, 2020-21